# Lutră chiliană
Lutra chiliană (Lontra provocax), numită și vidră sud-americană, este o specie de vidră care trăiește în regiunile sudice ale Argentinei și Chileului, incluzând părți din Patagonia și Țara de Foc. Este listată de Uniunea Internațională pentru Conservarea Naturii drept specie pe cale de dispariție.

## Taxonomie
Lutra chiliană a fost descrisă științific pentru prima oară în 1908 de către Oldfield Thomas, cu denumirea științifică Lutra provocax. A fost de asemenea considerată drept subspecie a vidrei americane (Lontra canadensis), însă în prezent este recunoscută drept specie separată. În 1987, Zyll de Jong a plasat-o în genul Lontra, în care continuă să fie plasată și astăzi. Conform ediției a treia a Mammal Species of the World, lutra chiliană nu are subspecii.

## Descriere

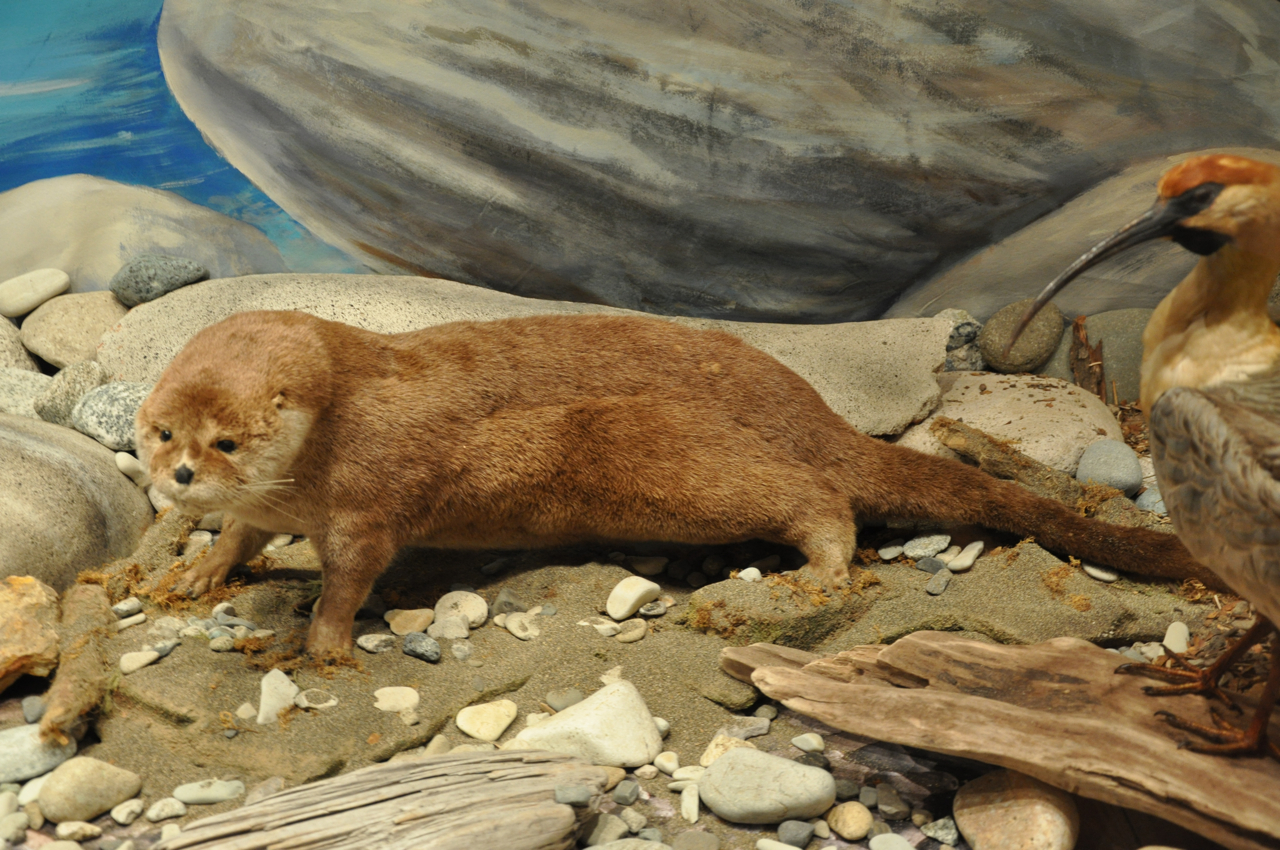
La en, Argentina

Lutra chiliană are blana dorsală de culoare cafenie închisă și blana ventrală de culoare argintie-albicioasă sau scorțișorie deschisă. Lungimea corpului este de 1–1,2 m, incluzând cea a cozii care este de 35–50 cm. Greutatea este de 3,5–5 kg, însă poate ajunge chiar și la 15 kg.

## Răspândire și habitat
Arealul lutrei chiliene cuprinde părți din Chile și Argentina. Lutra chiliană viețuiește atât în ape dulci, cât și în ape marine. Printre habitatele pe care le populează se numără râuri, bălți și lacuri, și zone costale și stâncoase cu canale precum estuare în care nu se produc valuri mari și în care se simte în siguranță. Populează zone costale deschise numai dacă acestea dispun de vegetație ierboasă și înaltă.

## Comportament și ecologie
Lutra chiliană este crepusculară⁠(en)[traduceți] și nocturnă. Dieta sa include crustacee, pești, păsări și moluște și alte nevertebrate. Se reproduce iarna și primăvara. Dezvoltarea embrionară durează numai două luni, dar pentru că embrionul stă într-o stare latentă vreme de câteva luni, perioada de gestație este practic de 10–12 luni. Rândul de pui⁠(en)[traduceți] constă în 1 până la 4 pui. Laptele este foarte bogat în substanțe energetice. Puii au pleoapele lipite timp de o lună de la naștere, se pot hrăni cu hrană solidă de la șapte săptămâni, de la trei luni pot înota, iar de la patru luni își pot face singuri rost de mâncare. Masculii ajung maturi sexual⁠(en)[traduceți] la trei ani și femelele la doi ani. Lutra chiliană devine independentă la vârsta de un an. Cele mai multe lutre chiliene trăiesc numai câțiva ani, dar în jur de 1 % din indivizi reușesc să atingă vârsta de 10 ani.

## Stare de conservare
Lutra chiliană este listată pe Lista roșie a IUCN drept specie pe cale de dispariție și este de asemenea inclusă în Anexa I a CITES.
În Argentina, vânarea și capturarea lutrei chiliene este interzisă în 1950 încoace.
În 2022, lutra chiliană a fost raportată în Lacul Fonck⁠(en)[traduceți] pentru prima oară de când în anii 1980 a început să fie căutată în lac.

## În cultură
În cultura oamenilor Mapuche, lutra chiliană (numită în spaniolă huillín) este asociată cu iscusința sexuală. Se spune că grăsimea sa îi ajută pe lonko⁠(en)[traduceți] să își satisfacă cele câteva soții⁠(en)[traduceți].